# Saint-Pardoux-le-Pauvre
Pour les articles homonymes, voir Saint-Pardoux.
Ancienne commune de la Creuse, la commune de Saint-Pardoux-le-Pauvre a fusionné avec celle de Sannat en 1836.
Durant la Révolution, la commune porta le nom de La Combe-la-Liberté.